# Мала Олександрівка (Бериславський район)
Мала́ Олекса́ндрівка — село в Україні, у Великоолександрівській селищній громаді Бериславського району Херсонської області. Населення становить 1725 осіб.

## Історія
Станом на 1886 рік в селі Олександрівської волості мешкало 788 осіб, налічувалось 173 двори, 2 лавки.
Під час організованого радянською владою Голодомору 1932—1933 років померло щонайменше 339 жителів села.
12 червня 2020 року, відповідно до Розпорядження Кабінету Міністрів України від № 726-р «Про визначення адміністративних центрів та затвердження територій територіальних громад Херсонської області», увійшло до складу Великоолександрівської селищної громади.
19 липня 2020 року, в результаті адміністративно-територіальної реформи та ліквідації  Великоолександрівського району увійшло до складу Бериславського району.

### Російське вторгнення в Україну (з 2022)
Село перебувало під російською окупацією з 24 лютого по 27 вересня 2022 року[джерело?].
4 жовтня 2022 року підрозділи однієї з бригад Десантно-штурмових військ Збройних Сил України звільнили село від російських окупантів під час херсонського контрнаступу.

## Населення
Згідно з переписом УРСР 1989 року чисельність наявного населення села становила 1799 осіб, з яких 852 чоловіки та 947 жінок.
За переписом населення України 2001 року в селі мешкало 1725 осіб.

### Мовний склад
Рідна мова населення за даними перепису 2001 року:
| Мова       | Чисельність, осіб | Доля     |
| ---------- | ----------------- | -------- |
| Українська | 1 642             | 95,19 %  |
| Російська  | 75                | 4,35 %   |
| Інше       | 8                 | 0,46 %   |
| Разом      | 1 725             | 100,00 % |